# Baladine Klossowska

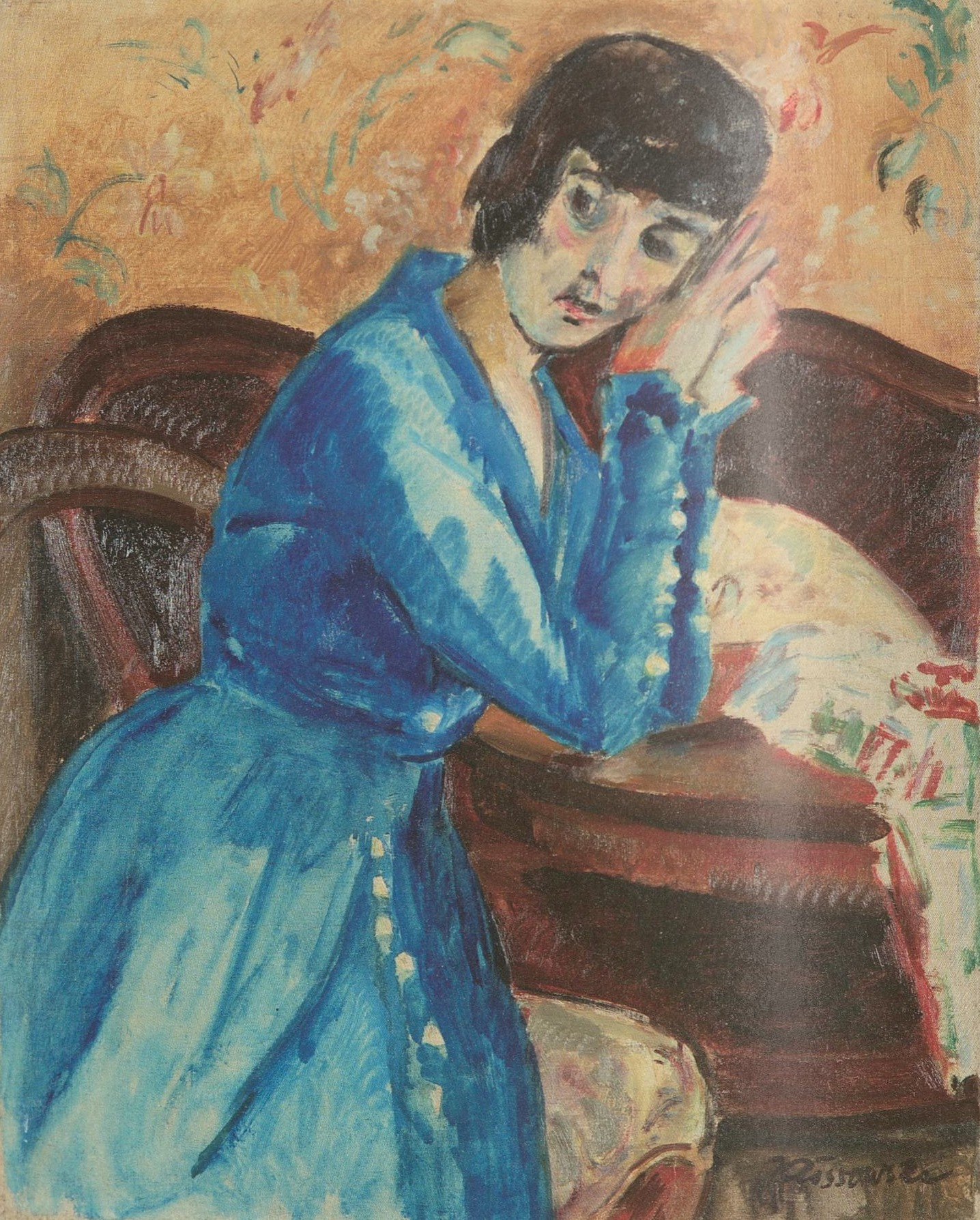
Erich Klossowski: Baladine (1920)

Baladine Klossowska (polnisch: Balladyna Kłossowska, geboren als Elisabeth Dorothea Spiro am 21. Oktober 1886 in Breslau; gestorben am 11. September 1969 in Paris) war eine Malerin. Sie malte unter dem Künstlernamen Baladine. Sie war Mutter des Malers Balthus (Balthasar Klossowski, 1908–2001) und des Malers und Schriftstellers Pierre Klossowski (1905–2001). Bekannt ist sie vor allem durch ihre langjährige Liebesbeziehung und den Briefwechsel mit dem Dichter Rainer Maria Rilke.

## Leben
Sie war die Tochter des Kantors der Breslauer Synagoge zum Weißen Storch, Abraham Baer Spiro (1833–1903) und Schwester des Malers Eugene Spiro (1874–1972). Als  Ehefrau des Malers und Kunsthistorikers Erich Klossowski (1875–1949) änderte sie ihren Vornamen in Baladine (nach einem Drama von Juliusz Słowacki) und siedelte nach Paris über. Dort hat sie ihre beiden Söhne geboren.
Nach dem Ausbruch des Ersten Weltkriegs musste sie als deutsche Bürgerin Frankreich verlassen. 1917 hatte sie sich vom Ehemann scheiden lassen und in der Schweiz, zuerst in Bern, dann in Genf, mit ihren beiden Söhnen niedergelassen. 1922 kam sie mit den Söhnen nach Berlin, 1924 nach Paris, wo sie in Armut lebte, auf die materielle Hilfe ihrer Freunde angewiesen.
1902 hatte sie durch Vermittlung von Ellen Key den Dichter Rainer Maria Rilke kennengelernt. 1919 trafen sie sich im Schweizer Nyon als Vertriebene wieder, die nach dem Ersten Weltkrieg die Wohnungen in Paris verloren hatten. Ihre leidenschaftliche Liaison dauerte bis zum Tode des Dichters 1926. Sie nannte Rilke bei seinem Taufnamen „René“, er sie „Mouky“ oder „Merline“, nach dem Zauberer Merlin. Der Rilke-Biographin Sandra Richter zufolge kann die Bedeutung von Klossowska für Rikes Spätwerk „nicht hoch genug eingeschätzt werden.“
In dieser Zeit erhielt sie von Nanny Wunderly-Volkart (1878–1962) finanzielle Unterstützung. Die Unterhaltszahlungen des Ehemanns waren unregelmäßig und unzureichend.
Sie war zwar künstlerisch durchaus produktiv, ihre Produktion zielte aber nicht auf Geltung und Gelderwerb, sondern war vor allem Teil ihrer Beziehung zu Rilke. „[I]ch bin nicht ehrgeizig“, sagte sie über sich. Aufgrund der mangelnden künstlerischen Professionalität ist von ihrem Werk nur sehr wenig erhalten. Es gibt einige Blätter in der Bibliotheca Bodmeriana bei Genf. Der Lexikoneintrag „Baladine“ im Vollmer-Künstlerlexikon spricht von ihr als einem „französischen Graphiker“.
In ihren letzten Lebensjahren lebte Klossowska in Paris in der rue de la Glacière 69. Sie starb im Haus ihres Sohnes Pierre im Pariser Vorort Bagneux, Hauts-de-Seine. Ihre letzte Ruhestätte befindet sich auf dem Cimetière parisien de Bagneux.

## Ausgaben des Briefwechsels
Der Originaltext des Briefwechsels ist vorwiegend in französischer Sprache, etwa 20 % sind in Deutsch.
- Lettres françaises à Merline, 1919–1922. Éd. du Seuil, Paris 1950.
  - Englische Übersetzung: Letters To Merline, 1919-1922. Übersetzt von Jesse Browner. Paragon House, New York City 1989, ISBN 1-55778-115-X.
- Dieter Bassermann (Hrsg.): Rainer Maria Rilke et Merline, Correspondance 1920–1926. Max Niehans, Zürich 1954.